# Will Kleber

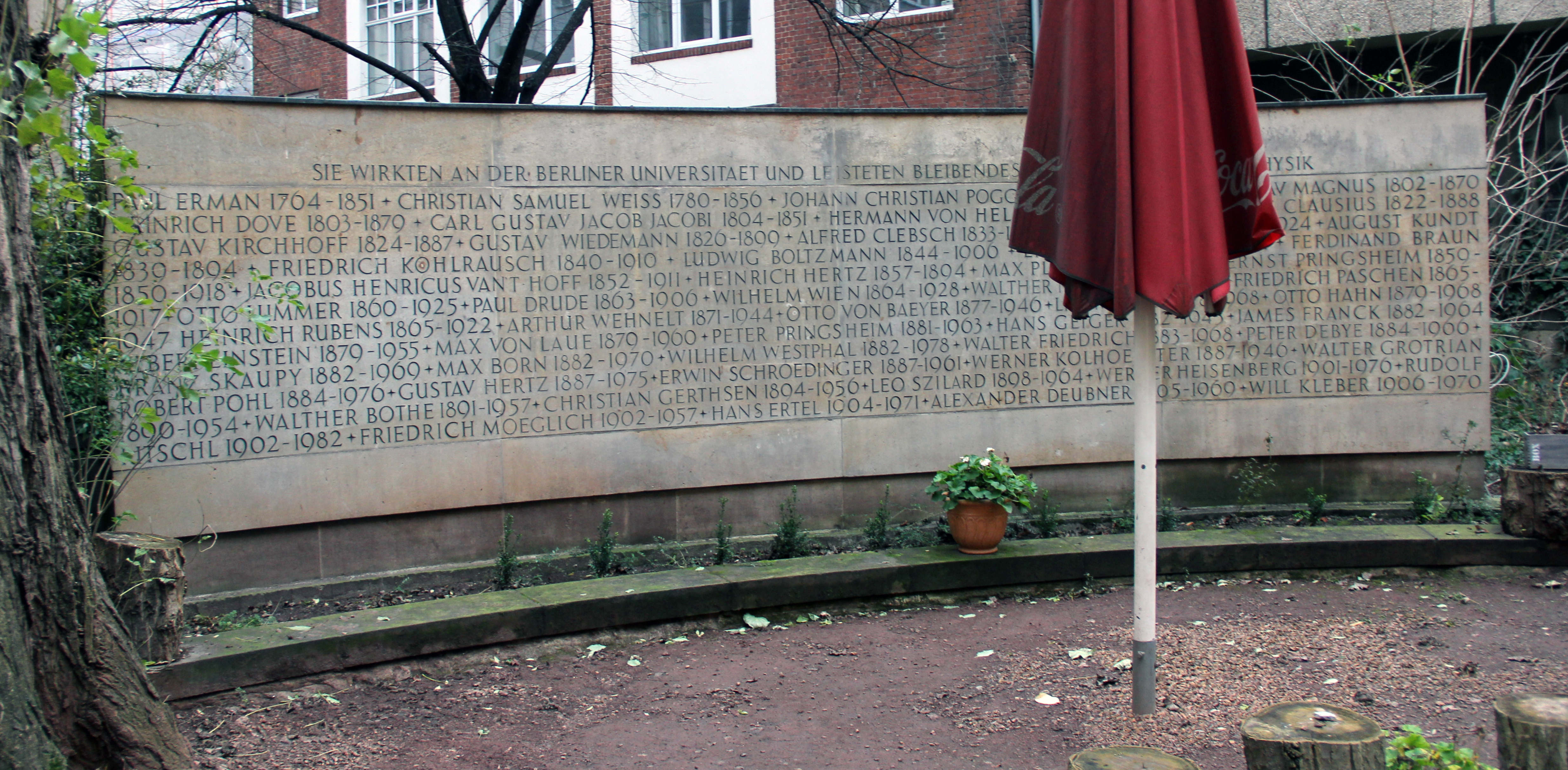
Gedenkstein, Invalidenstraße 110, in Berlin-Mitte

Wilhelm „Will“ Kleber (* 15. Dezember 1906 in Karlsruhe; † 27. August 1970 in Berlin) war ein deutscher Mineraloge, Kristallograph und Petrologe.

## Leben und Wirken
Nach dem Abschlussexamen für Volksschullehrer an der Lehrerbildungsanstalt in Karlsruhe studierte Kleber von 1927 bis 1931 Mineralogie an der Universität Heidelberg. Nach der Promotion und bestandenem Assessorexamen für das Lehramt an höheren Schulen war er 1934–1939 Assistent am Mineralogisch-Kristallographischen Institut der Universität Heidelberg. Zum 1. Mai 1933 war er der NSDAP beigetreten (Mitgliedsnummer 3.091.972). Nach der Habilitation im Jahr 1936 war er Dozent, zunächst bis 1939 an der Universität Heidelberg und ab 1940 an der Universität Bonn. 1943 wurde er dort zum außerplanmäßigen Professor für Mineralogie, Kristallographie und Petrographie ernannt. Von 1941 bis 1945 leistete er seinen Wehrdienst im Wetterdienst der Luftwaffe.
1952 wurde er zum Professor mit Lehrstuhl an die Humboldt-Universität zu Berlin berufen. Ab 1953 war er sowohl Direktor des Mineralogisch-Petrographischen Instituts als auch des Mineralogischen Museums der Humboldt-Universität.
1960 erhielt er den Nationalpreis der DDR II. Klasse „für seine wegweisenden wissenschaftlichen Arbeiten auf dem Gebiet der theoretischen und angewandten Physik, die insbesondere zur Deutung des Verhaltens kristallisierter fester Körper bei der Auflösung, Kristallisation und Verformung führten“.
1961 wurde er zum ordentlichen Mitglied der Deutschen Akademie der Wissenschaften zu Berlin und 1963 zum Mitglied der Leopoldina gewählt.
Kleber leistete einen wichtigen Beitrag zum Aufbau des Forschungsgebiets Kristallographie in der DDR. Schon 1941 hatte er sein Lehrbuch Angewandte Gitterphysik: Behandlung der Eigenschaften kristallisierter Körper vom Standpunkte der Gittertheorie veröffentlicht, das 1949 in einer zweiten Auflage erschien. Sein Lehrbuch unter dem Titel Einführung in die Kristallographie aus dem Jahr 1956, das auch nach seinem Tode 1970 fortgeführt wurde, wurde bis zum Jahr 2019 in 20 Auflagen verlegt, die letzte unter dem leicht abgewandelten Titel Kristallographie: Eine Einführung. Das Lehrbuch gilt als Klassiker unter den Lehrbüchern zur Gitterphysik und Kristallographie.

## Lehrbücher (Auswahl)
- Will Kleber: Angewandte Gitterphysik. Behandlung der Eigenschaften kristallisierter Körper vom Standpunkte der Gittertheorie. De Gruyter, Berlin 1941 (VIII, 175).
- Will Kleber: Einführung in die Kristallographie. Verlag Technik, Berlin 1956 (312 S.).
- Will Kleber, Hans-Joachim Bautsch, Joachim Bohm, Detlef Klimm: Einführung in die Kristallographie. 19., verbesserte Auflage. Oldenbourg Verlag, München 2010, ISBN 978-3-486-59075-3 (470 S., eingeschränkte Vorschau in der Google-Buchsuche [abgerufen am 20. August 2019]).
- Will Kleber, Joachim Bohm, Detlef Klimm, Manfred Mühlberg, Björn Winkler: Kristallographie: Eine Einführung. 20., erweiterte Auflage. De Gruyter, Berlin 2019, ISBN 978-3-11-046023-0 (XX, 400 S.). Erscheinungstermin: April 2020

## Ehrungen
Von der Deutschen Gesellschaft für Kristallographie wird seit 2008 die Will-Kleber-Gedenkmünze für hervorragende Beiträge auf ausgewählten Gebieten der Kristallographie vergeben.
Ein in den 1970er Jahren neu entdecktes Mineral wurde ihm zu Ehren als Kleberit bezeichnet.